# Liste der Biografien/Schp
Liste der Biografien |
Portal Biografien |
Personensuche
# |
A |
B |
C |
D |
E |
F |
G |
H |
I |
J |
K |
L |
M |
N |
O |
P |
Q |
R |
S |
T |
U |
V |
W |
X |
Y |
Z |
?
 
Sa |
Sb |
Sc |
Sd |
Se |
Sf |
Sg |
Sh |
Si |
Sj |
Sk |
Sl |
Sm |
Sn |
So |
Sp |
Sq |
Sr |
Ss |
St |
Su |
Sv |
Sw |
Sy |
Sz
 
Sca–Sce |
Sch |
Sci–Scz
 
Scha |
Schc |
Schd |
Sche |
Schg |
Schi |
Schj |
Schk |
Schl |
Schm |
Schn |
Scho |
Schp |
Schr |
Schs |
Scht |
Schu |
Schv |
Schw |
Schy
Die Liste der Biografien führt alle Personen auf, die in der deutschsprachigen Wikipedia einen Artikel haben. Dieses ist eine Teilliste mit 16 Einträgen von Personen, deren Namen mit den Buchstaben „Schp“ beginnt.

## Schp

### Schpa
- Schpagin, Georgi Semjonowitsch (1897–1952), russischer WaffenkonstrukteurGeorgi Semjonowitsch Schpagin (1897–1952)

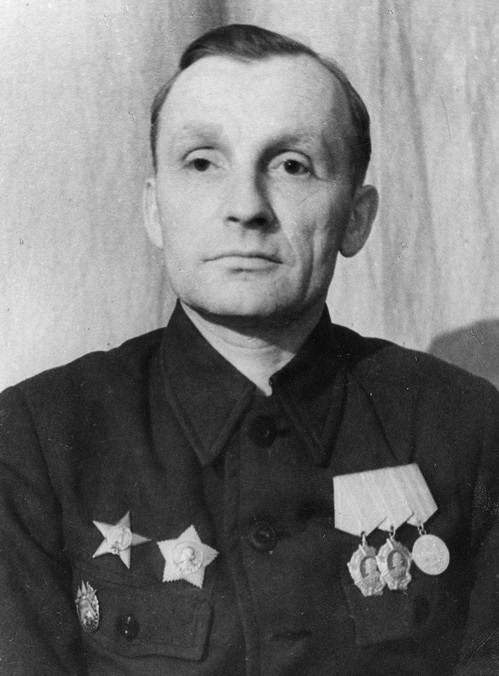
Georgi Semjonowitsch Schpagin (1897–1952)

- Schpak, Georgi Iwanowitsch (* 1943), russischer Offizier
- Schpak-Dolt, Nikolaus, deutscher Sprachwissenschaftler
- Schpakowa, Rimma Pawlowna (1939–2006), russische Soziologin
- Schparaha, Wolha (* 1974), belarussische Philosophin
- Schpaschinski, Ippolit Wassiljewitsch (1848–1917), russischer Schriftsteller

### Schpi
- Schpigel, Grigori Oiserowitsch (1914–1981), sowjetischer Schauspieler und Synchronsprecher
- Schpilband, Igor (* 1964), sowjetischer Eistänzer und heutiger Eistanztrainer
- Schpileuski, Aljaksej (* 1988), belarussischer Fußballtrainer
- Schpilewski, Boris Ruslanowitsch (* 1982), russischer Radsportler
- Schpitalny, Boris Gawrilowitsch (1902–1972), sowjetischer Waffenkonstrukteur
- Schpiza, Jekaterina Anatoljewna (* 1985), russische Schauspielerin

### Schpo
- Schpolski, Eduard Wladimirowitsch (1892–1975), russischer Physiker

### Schpr
- Schpringfeld, Pawel Alexandrowitsch (1912–1971), sowjetischer Schauspieler und Synchronsprecher

### Schpu
- Schpuntou, Jahor (* 1999), belarussischer Skilangläufer

### Schpy
- Schpynjowa, Anna Alexandrowna (* 2002), russische Skispringerin